# Amanganj
Amanganj là một thị xã và là một nagar panchayat của quận Panna thuộc bang Madhya Pradesh, Ấn Độ.

## Địa lý
Amanganj có vị trí 24°26′B 80°02′Đ / 24,43°B 80,03°Đ Nó có độ cao trung bình là 329 mét (1079 feet).

## Nhân khẩu
Theo điều tra dân số năm 2001 của Ấn Độ, Amanganj có dân số 11.614 người. Phái nam chiếm 54% tổng số dân và phái nữ chiếm 46%. Amanganj có tỷ lệ 60% biết đọc biết viết, cao hơn tỷ lệ trung bình toàn quốc là 59,5%: tỷ lệ cho phái nam là 67%, và tỷ lệ cho phái nữ là 52%. Tại Amanganj, 17% dân số nhỏ hơn 6 tuổi.